# Filtrierter Kolimes
Im mathematischen Teilgebiet der Kategorientheorie ist ein filtrierter Kolimes (auch direkter Limes oder induktiver Limes) ein spezieller Kolimes. Er kann in gewissen Fällen als Verallgemeinerung der Vereinigung betrachtet werden.

## Elementare Definition (für teilgeordnete Indexmengen)
Die Indexmenge {\displaystyle (I,\leq )} sei eine feste gerichtete Menge.
Ein induktives System {\displaystyle (X_{i},f_{ij})} besteht aus Objekten (beispielsweise Mengen, Gruppen oder topologischen Räumen) {\displaystyle X_{i}} für die Indizes {\displaystyle i\in I} sowie Übergangsabbildungen
{\displaystyle f_{ij}\colon X_{i}\to X_{j}} für {\displaystyle i\leq j},
die mit der jeweiligen Struktur verträglich sind (d. h. Mengenabbildungen, Gruppenhomomorphismen, stetige Abbildungen topologischer Räume) und folgende Bedingungen erfüllen
1. {\displaystyle f_{ii}=\operatorname {id} _{X_{i}}} für alle {\displaystyle i} die identische Abbildung auf {\displaystyle X_{i}} und
2. {\displaystyle f_{ik}=f_{jk}\circ f_{ij}} für alle {\displaystyle i\leq j\leq k}.

Der induktive Limes eines induktiven Systems {\displaystyle (X_{i},f_{ij})} ist ein Objekt {\displaystyle \mathrm {colim} _{n}X_{n}} zusammen mit Abbildungen
{\displaystyle u_{i}\colon X_{i}\to \mathrm {colim} _{n}\,X_{n}},
die mit den {\displaystyle f_{ij}} kompatibel sind, d. h.
{\displaystyle u_{i}=u_{j}\circ f_{ij}} für {\displaystyle i\leq j}
mit der folgenden universellen Eigenschaft:
Kompatible Systeme von Abbildungen der {\displaystyle X_{i}} in ein beliebiges Testobjekt {\displaystyle T} entsprechen Abbildungen von {\displaystyle \mathrm {colim} _{n}X_{n}} nach {\displaystyle T}.

Das bedeutet: Wann immer Abbildungen {\displaystyle t_{i}\colon X_{i}\to T} gegeben sind, für die
{\displaystyle t_{i}=t_{j}\circ f_{ij}} für {\displaystyle i\leq j}
gilt, gibt es eine eindeutige Abbildung
{\displaystyle c\colon \mathrm {colim} _{n}\,X_{n}\to T},
von der die Abbildungen {\displaystyle t_{i}} „herkommen“, d. h.
{\displaystyle t_{i}=c\circ u_{i}}.
Der induktive Limes eines induktiven Systems (Xi, fi,j) von Mengen kann explizit konstruiert werden als eine Menge von Äquivalenzklassen
{\displaystyle \coprod _{i}X_{i}/\sim }
in der disjunkten Vereinigung {\displaystyle \coprod _{i}X_{i}}. Hierbei
sollen Elemente {\displaystyle x\in X_{i}} und {\displaystyle y\in X_{j}} äquivalent sein, wenn ein {\displaystyle k\in I} existiert, für das {\displaystyle f_{ik}(x)=f_{jk}(y)\in X_{k}} gilt.